# Elecciones federales de México de 2021
Las elecciones federales de México de 2021 se llevaron a cabo en México el 6 de junio de 2021 organizadas por el Instituto Nacional Electoral (INE). Debido a la reforma electoral de 2014, se eligieron simultáneamente los cargos federales junto a cargos locales en las treinta y dos entidades federativas del país, siendo la primera vez que ocurre dicho fenómeno. Se renovaron los siguientes cargos de elección popular:
- 500 diputados federales. Miembros de la cámara baja del Congreso de la Unión.[5] 300 electos por mayoría simple (uno por cada distrito electoral federal en que se divide el país) y 200 mediante el principio de representación proporcional (según las listas por las cinco circunscripciones electorales que integran al país). Se pudieron reelegir los diputados de la LXIV Legislatura. A partir del 1 de septiembre del 2021 constituirán la cámara baja de la LXV Legislatura.

## Proceso electoral

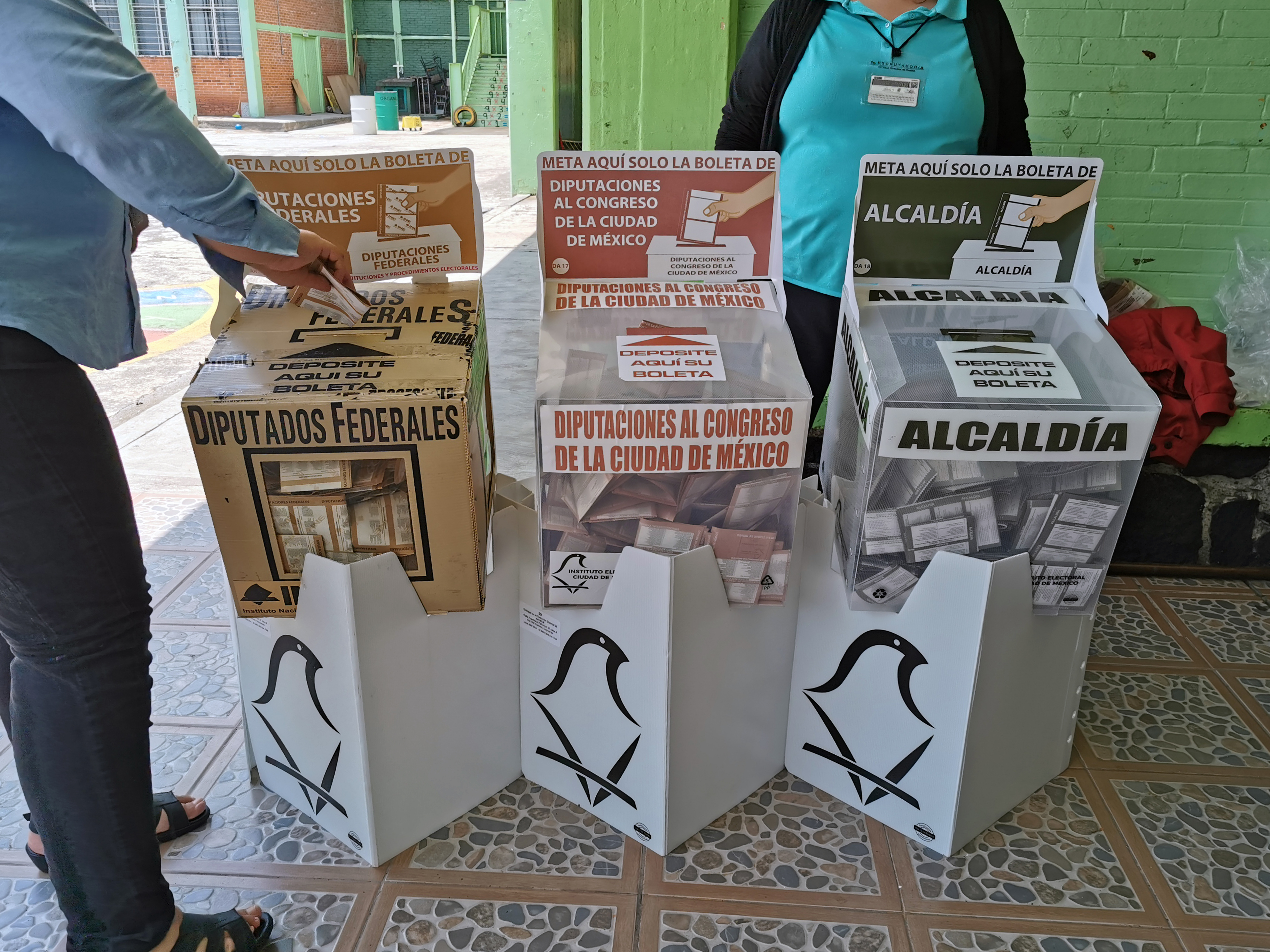
Urnas electorales en la Ciudad de México, 6 de junio de 2021.

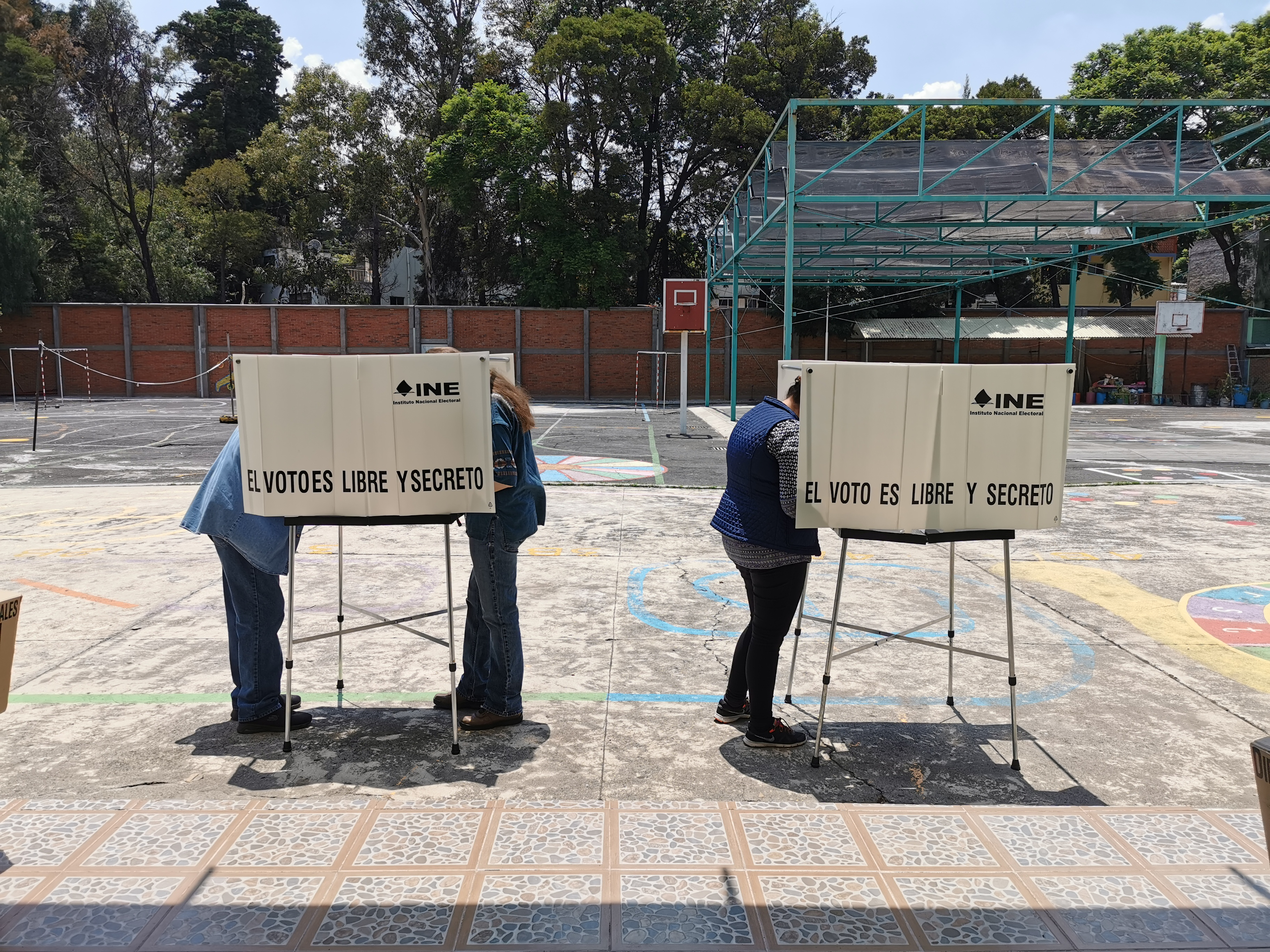
Personas en casillas votando, 6 de junio de 2021.

El periodo de campañas internas para que los partidos designen a sus candidatos abarcó del 23 de diciembre de 2020 al 31 de enero de 2021. Mientras que el periodo para que los candidatos independientes reciban los apoyos necesarios para su postulación fue del 3 de diciembre de 2020 al 31 de enero de 2021. La campaña electoral inició el 4 de abril de 2021 y se extendió por dos meses, hasta el 2 de junio. La votación se programó para celebrarse el 6 de junio de 2021, de las 8 de la mañana a las 6 de la tarde, en simultáneo con las respectivas elecciones estatales. Se estima que el cómputo final de resultados y el reparto de escaños de representación proporcional se haga el 23 de agosto.

### Elección extraordinaria para el Senado
El 11 de marzo de 2021 el Senado de la República acordó, con 60 votos a favor y 34 en contra, llamar a una elección extraordinaria para ocupar el escaño de senador de segunda fórmula del estado de Nayarit tras considerar que se encontraba vacante. En los comicios de 2018 el escaño fue obtenido por el candidato de Morena Miguel Ángel Navarro Quintero, con Daniel Sepúlveda Árcega como suplente. En julio de 2018, antes del inicio de la legislatura, el Tribunal Electoral del Poder Judicial de la Federación revocó la elección de Sepúlveda Árcega como suplente debido a que fue sacerdote hasta dos años antes de las elecciones, en lugar del mínimo de cinco años requerido por la legislación electoral. El 15 de diciembre de 2020, Navarro Quintero pidió licencia de su cargo como senador para poder postularse como candidato a gobernador en las elecciones estatales de Nayarit de 2021. Al carecer de suplente, el escaño quedó sin ser ocupado. La decisión de convocar a una elección extraordinaria fue cuestionada por algunos senadores que plantearon que la curul no se encuentra realmente vacía, pues Navarro Quintero no ha renunciado al escaño, solo ha pedido licencia del cargo, con la posibilidad de regresar al senado.
El 16 de abril de 2021, la Sala Regional de Guadalajara del Tribunal Electoral del Poder Judicial de la Federación canceló la elección extraordinaria al Senado en Nayarit al considerar que la vacante legislativa no se había producido pues el propietario del escaño no se había separado definitivamente de su cargo.[cita requerida] La elección podrá ser convocada después del 6 de junio de 2021 en caso de que Miguel Ángel Navarro Quintero sea electo Gobernador de Nayarit y tenga que ausentarse de forma definitiva de la cámara.[cita requerida]

## Partidos y coaliciones

### Va por México
El 22 de diciembre de 2020, los presidentes nacionales del Partido Revolucionario Institucional (PRI), el Partido Acción Nacional (PAN) y el Partido de la Revolución Democrática (PRD) presentaron formalmente la alianza Va por México. La coalición parcial inicialmente fue acordada en 180 de los 300 distritos electorales, en una primera fase fueron registrados 171.
El 15 de febrero de 2021 el Consejo General del Instituto Nacional Electoral aprobó la expansión de la coalición a 219 distritos electorales. Al PRI le corresponde la postulación en 77 distritos, al PAN en 72 y al PRD en 70.

### Juntos Hacemos Historia
En diciembre de 2020 fue conformada la alianza Juntos Hacemos Historia, integrada por el partido Morena, el Partido del Trabajo (PT) y el Partido Verde Ecologista de México (PVEM). La coalición parcial fue acordada inicialmente en 150 de los 300 distritos electorales. El 18 de marzo los partidos acordaron expandir la coalición a 183 distritos. A Morena le corresponde la designación de candidatos en 88 distritos, al PT en 50 y al PVEM en 45.

### Movimiento Ciudadano
Desde principios de año, se había anunciado que el partido socialdemócrata iría solo en las elecciones federales; en enero de 2021 confirmó que no harían alianza con el PRD y el PAN como anteriormente lo habían realizado.

### Partidos nuevos
Los partidos de reciente creación están imposibilitados por ley para formar coaliciones electorales, ya que en el artículo 85 de la Ley General de Partidos Políticos establecen no pueden formar coaliciones en sus primeras elecciones. Fueron las primeras elecciones de los siguientes partidos:
- Partido Encuentro Solidario, creado el 4 de septiembre de 2020.[21]
- Redes Sociales Progresistas, creado el 19 de octubre de 2020.[22]
- Fuerza por México, creado el 19 de octubre de 2020.[23]

### Repartición de distritos electores por coaliciones
| Va por México | Juntos hacemos historia |
| --- | --- |
| | |
| Candidato postulado por el PRI (77) Candidato postulado por el PAN (72) Candidato postulado por el PRD (70) Sin candidato de coalición (81) | Candidato postulado por Morena (88) Candidato postulado por el PVEM (50) Candidato postulado por el PT (45) Sin candidato de coalición (117) |

## Encuestas
| Encuestadora       | Publicación              | Fecha de realización        | Muestra   | Margen de error |        |        |        |        |        | Otro      | N/NS/NC   |
| ------------------ | ------------------------ | --------------------------- | --------- | --------------- | ------ | ------ | ------ | ------ | ------ | --------- | --------- |
| Massive Caller     | Agosto de 2020           | Sin datos                   | 600       | Sin datos       | 40 %   | 11.8 % | 24.2 % | 2.16 % | 3.23 % | 18.4 %    | Sin datos |
| GEA-ISA            | 17 de septiembre de 2020 | 5-7 de septiembre           | Sin datos | Sin datos       | 22 %   | 17 %   | 14 %   | -      | -      | 7 %       | 40 %      |
| Massive Caller     | 19 de octubre de 2020    | Sin datos                   | 600       | ±4.3 %          | 41.8 % | 12.3 % | 31.7 % | 2.3 %  | 3.4 %  | 8.5 %     | Sin datos |
| El Universal       | 30 de noviembre de 2020  | 12-17 de noviembre          | 1000      | ±3.54 %         | 32 %   | 16 %   | 17 %   | 4 %    | 3 %    | Sin datos | Sin datos |
| Mitofsky           | 17 de diciembre de 2020  | Sin datos                   | Sin datos | Sin datos       | 28.4 % | 10.8 % | 14.9 % | 2.6 %  | 2.6 %  | 9.8 %     | 30.9 %    |
| Mitofsky           | 27 de diciembre de 2020  | Sin datos                   | Sin datos | Sin datos       | 27.4%  | 13.9 % | 12.4 % | 3.3 %  | 1.4 %  | 5.8 %     | 35.8 %    |
| El Financiero      | 4 de febrero del 2021    | 15-16 y 29-30 de enero      | 1000      | ±3.1 %          | 38%    | 10 %   | 11 %   | 3 %    | -      | Sin datos | 33%       |
| Massive Caller     | 22 de febrero del 2021   | 19 de febrero               | 600       | ±4.1 %          | 51.3 % | 10.7 % | 31.3 % | 2.0 %  | 2.2 %  | Sin datos | Sin datos |
| El Financiero      | 4 de marzo del 2021      | 12-13 y 25-26 de febrero    | 1000      | ±3.1 %          | 44 %   | 10 %   | 10 %   | 3 %    | -      | Sin datos | 29 %      |
| El Financiero      | 8 de abril de 2021       | 2-13 y 26-27 de marzo       | 1000      | ±3.1 %          | 40 %   | 10 %   | 11 %   | 3 %    | -      | Sin datos | 27 %      |
| Parametría         | 10 de abril de 2021      | 31 de marzo - 10 de abril   | 800       | ±3.5 %          | 32%    | 11%    | 12%    | 3%     | 4.5%   | 12.5%     | 25%       |
| Massive Caller     | 16 de abril de 2021      | 1 - 15 de abril             | 600       | ±4.3 %          | 42.1 % | 17.8 % | 24.1 % | 3.4 %  | 4.8 %  | 7.8 %     | Sin datos |
| Reforma            | 16 de abril de 2021      | 8-13 de abril               | 1200      | ±4.2 %          | 45 %   | 18 %   | 17 %   | 4 %    | 3 %    | 13 %      | Sin datos |
| El Financiero      | 5 de mayo de 2021        | 29 de abril-2 de mayo       | 2000      | ±3.1 %          | 40 %   | 20 %   | 19 %   | 3 %    | 5 %    | 13 %      | Sin datos |
| El País            | 17 de mayo de 2021       | 10-14 de mayo               | 2000      | ±3.46 %         | 44 %   | 19 %   | 18 %   | 3 %    | 5 %    | 8 %       | —         |
| GEA-ISA            | Mayo de 2021             | 14-17 de mayo               | 1500      | ±2.5 %          | 29.7 % | 13.0 % | 15.6 % | 4.6 %  | 5.8 %  | 9.8 %     | 21.5 %    |
| Varela y Asociados | 25 de mayo de 2021       | 29 de abril-5 de mayo       | 1500      | Sin datos       | 46 %   | 15 %   | 17 %   | 5 %    | 5 %    | 12 %      | —         |
| El Universal       | 27 de mayo de 2021       | 19-25 de mayo               | 1530      | ±2.86 %         | 41 %   | 15.3 % | 15.9 % | 3 %    | 7.9 %  | 16.9 %    | —         |
| Parametria         | 1 de junio de 2021       | 22-28 de mayo               | 1000      | ±3.1 %          | 40 %   | 16 %   | 15 %   | 3 %    | 7 %    | 19 %      | —         |
| El Financiero      | 2 de junio de 2021       | 14-15, 28-29, 27-30 de mayo | 2000      | ±2.86 %         | 39 %   | 20 %   | 21 %   | 3 %    | 5 %    | 12 %      | —         |
| Reforma            | 2 de junio de 2021       | 22-30 de mayo               | 2000      | ±2.8 %          | 43 %   | 20 %   | 18 %   | 2 %    | 7 %    | 10 %      | —         |

## Resultados
|  | 35.35 % |

|  | 13.92 % |

|  | 5.64 % |

|  | 2.10 % |

|  | 3.38 % |

|  | 1.14 % |

|  | 27.12 % |

|  | 44.37 % |

|  | 44.28 % |

|  | 18.89 % |

|  | 8.11 % |

|  | 18.36 % |

|  | 5.75 % |

|  | 3.78 % |

|  | 0.52 % |

|  | 26.64 % |

|  | 41.03 % |

|  | 41.02 % |

|  | 7.27 % |

|  | 7.27 % |

|  | 2.85 % |

|  | 2.85 % |

|  | 2.56 % |

|  | 2.57 % |

|  | 1.83 % |

|  | 1.83 % |

|  | 0.09 % |

|  | 0.09 % |

|  | 0.09 % |

|  | 96.60 % |

|  | 96.60 % |

|  | 3.40 % |

|  | 3.40 % |

|  | 100.00 % |

|  | 100.00 % |

|  | 52.66 % |

|  | 52.37 % |

### Por entidad federativa
| Estado                                                        | Circunscripción |           |           |           |           |           |           |            |           |         |           | IND    | CNR    | Nulos     | Total      |
| ------------------------------------------------------------- | --------------- | --------- | --------- | --------- | --------- | --------- | --------- | ---------- | --------- | ------- | --------- | ------ | ------ | --------- | ---------- |
| Aguascalientes                                                | Segunda         | 229 115   | 46 671    | 14 355    | 18 432    | 12 162    | 19 961    | 128 548    | 7 860     | 4 232   | 15 211    | —      | 652    | 16 889    | 514 088    |
| Baja California                                               | Primera         | 164 319   | 64 470    | 16 341    | 28 164    | 27 471    | 52 050    | 497 097    | 180 263   | 18 272  | 36 741    | —      | 1 022  | 36 965    | 1 123 175  |
| Baja California Sur                                           | Primera         | 96 200    | 13 030    | 3 423     | 8 851     | 17 911    | 9 177     | 101 954    | 6 399     | 4 273   | 9 781     | —      | 232    | 8 655     | 279 886    |
| Campeche                                                      | Tercera         | 22 749    | 108 975   | 4 756     | 5 623     | 7 655     | 79 992    | 172 717    | 3 546     | 4 950   | 2 350     | —      | 133    | 11 008    | 424 454    |
| Chiapas                                                       | Tercera         | 75 253    | 268 339   | 52 863    | 437 273   | 153 570   | 68 448    | 789 409    | 144 833   | 78 926  | 33 173    | —      | 2 108  | 140 620   | 2 244 815  |
| Chihuahua                                                     | Primera         | 488 570   | 164 728   | 16 270    | 38 350    | 25 219    | 114 600   | 403 406    | 30 397    | 9 731   | 16 108    | —      | 737    | 44 523    | 1 352 639  |
| Ciudad de México                                              | Cuarta          | 1 045 638 | 594 001   | 203 279   | 122 508   | 89 827    | 146 636   | 1 538 767  | 71 264    | 32 427  | 91 841    | —      | 5 004  | 120 351   | 4 061 543  |
| Coahuila                                                      | Segunda         | 190 669   | 516 245   | 14 922    | 39 098    | 21 808    | 23 497    | 432 939    | 9 012     | 5 029   | 27 308    | —      | 504    | 26 817    | 1 307 848  |
| Colima                                                        | Quinta          | 33 115    | 43 219    | 3 400     | 50 286    | 7 273     | 38 349    | 91 504     | 9 167     | 3 138   | 9 537     | —      | 290    | 8 418     | 297 696    |
| Durango                                                       | Primera         | 103 359   | 135 259   | 11 889    | 31 560    | 18 180    | 29 462    | 188 569    | 9 764     | 21 705  | 8 516     | —      | 342    | 15 356    | 573 961    |
| Guanajuato                                                    | Segunda         | 852 000   | 245 109   | 44 243    | 109 189   | 37 913    | 88 093    | 487 410    | 33 596    | 34 390  | 33 976    | —      | 1 611  | 59 286    | 2 026 816  |
| Guerrero                                                      | Cuarta          | 47 683    | 372 314   | 194 675   | 52 713    | 60 064    | 43 185    | 587 080    | 27 604    | 16 014  | 21 833    | —      | 4 631  | 54 489    | 1 482 285  |
| Hidalgo                                                       | Quinta          | 88 176    | 290 488   | 35 343    | 26 710    | 23 110    | 22 839    | 455 855    | 29 137    | 18 096  | 19 830    | —      | 560    | 37 007    | 1 047 151  |
| Jalisco                                                       | Primera         | 487 554   | 420 396   | 30 203    | 107 938   | 48 243    | 950 006   | 698 001    | 72 924    | 29 586  | 70 209    | 4 097  | 2 368  | 75 537    | 2 997 062  |
| México                                                        | Quinta          | 914 115   | 1 778 917 | 229 666   | 338 287   | 131 794   | 329 731   | 2 399 377  | 139 763   | 94 493  | 166 588   | —      | 5 993  | 191 794   | 6 720 518  |
| Michoacán                                                     | Quinta          | 226 390   | 252 731   | 208 884   | 127 932   | 99 902    | 68 833    | 542 024    | 58 383    | 26 608  | 46 512    | 9 286  | 1 348  | 80 691    | 1 749 524  |
| Morelos                                                       | Cuarta          | 109 615   | 72 429    | 24 824    | 31 592    | 41 005    | 53 549    | 251 602    | 39 794    | 61 898  | 70 272    | —      | 851    | 38 572    | 796 003    |
| Nayarit                                                       | Primera         | 50 920    | 45 700    | 13 005    | 24 545    | 27 067    | 75 319    | 178 132    | 13 593    | 13 717  | 14 192    | —      | 240    | 20 364    | 476 794    |
| Nuevo León                                                    | Segunda         | 642 778   | 554 422   | 12 762    | 58 161    | 41 987    | 414 573   | 308 789    | 18 268    | 15 390  | 22 684    | —      | 1 211  | 53 384    | 2 144 409  |
| Oaxaca                                                        | Tercera         | 84 410    | 355 170   | 69 246    | 64 746    | 116 858   | 44 873    | 764 193    | 42 121    | 34 158  | 54 365    | —      | 879    | 66 620    | 1 697 639  |
| Puebla                                                        | Cuarta          | 501 521   | 425 264   | 72 431    | 144 419   | 141 355   | 148 629   | 873 208    | 83 720    | 60 368  | 93 670    | —      | 2 391  | 118 313   | 2 665 289  |
| Querétaro                                                     | Segunda         | 410 525   | 129 396   | 9 947     | 33 776    | 9 720     | 16 594    | 221 576    | 13 085    | 13 595  | 19 137    | —      | 512    | 27 368    | 905 231    |
| Quintana Roo                                                  | Tercera         | 92 258    | 61 913    | 19 078    | 32 126    | 19 664    | 22 334    | 237 280    | 21 341    | 11 259  | 46 268    | —      | 1 036  | 23 256    | 587 813    |
| San Luis Potosí                                               | Segunda         | 221 977   | 173 417   | 32 015    | 305 815   | 47 140    | 51 680    | 215 567    | 28 843    | 56 387  | 19 232    | —      | 1 065  | 66 791    | 1 219 929  |
| Sinaloa                                                       | Primera         | 95 083    | 263 526   | 19 534    | 23 439    | 36 790    | 46 469    | 527 531    | 25 741    | 14 499  | 19 986    | —      | 517    | 33 109    | 1 106 224  |
| Sonora                                                        | Primera         | 102 575   | 203 012   | 14 285    | 27 254    | 45 820    | 76 597    | 403 095    | 24 856    | 11 526  | 20 290    | —      | 1 048  | 28 281    | 958 639    |
| Tabasco                                                       | Tercera         | 12 583    | 71 053    | 110 463   | 53 041    | 20 930    | 30 959    | 544 878    | 21 895    | 20 663  | 22 219    | —      | 649    | 27 694    | 937 027    |
| Tamaulipas                                                    | Segunda         | 515 984   | 131 853   | 13 644    | 32 327    | 36 997    | 44 657    | 573 271    | 29 057    | 16 153  | 15 049    | —      | 703    | 31 677    | 1 441 372  |
| Tlaxcala                                                      | Cuarta          | 67 793    | 91 145    | 29 770    | 24 872    | 39 239    | 24 181    | 230 691    | 16 115    | 30 903  | 27 699    | 30 928 | 340    | 33 490    | 647 166    |
| Veracruz                                                      | Tercera         | 558 292   | 403 852   | 210 601   | 212 019   | 115 052   | 258 129   | 1 410      | 101 316   | 95 155  | 121 824   | —      | 2 242  | 122 329   | 3 611 221  |
| Yucatán                                                       | Tercera         | 365 491   | 248 663   | 23 988    | 27 120    | 16 376    | 31 827    | 282 087    | 15 076    | 5 319   | 15 332    | —      | 362    | 27 839    | 1 059 480  |
| Zacatecas                                                     | Segunda         | 72 578    | 170 192   | 32 595    | 32 831    | 56 726    | 24 753    | 222 950    | 23 811    | 5 655   | 25 351    | —      | 352    | 25 829    | 693 623    |
|                                                               |                 |           |           |           |           |           |           |            |           |         |           |        |        |           |            |
| Total                                                         | Total           | 8 969 288 | 8 715 899 | 1 792 700 | 2 670 997 | 1 594 828 | 3 449 982 | 16 759 917 | 1 352 544 | 868 515 | 1 217 084 | 44 311 | 41 933 | 1 673 322 | 49 151 320 |
| Fuente: Cómputos distritales del Instituto Nacional Electoral |                 |           |           |           |           |           |           |            |           |         |           |        |        |           |            |

### Por circunscripción
| Circunscripción                                               |           |           |           |           |           |           |            |           |         |           | IND    | CNR    | Nulos     | Total      |
| ------------------------------------------------------------- | --------- | --------- | --------- | --------- | --------- | --------- | ---------- | --------- | ------- | --------- | ------ | ------ | --------- | ---------- |
| Primera                                                       | 1 588 580 | 1 310 121 | 124 950   | 290 101   | 246 701   | 1 353 680 | 2 997 785  | 363 937   | 123 309 | 195 823   | 4 097  | 6 506  | 262 790   | 8 868 380  |
| Segunda                                                       | 3 135 626 | 1 967 305 | 174 483   | 629       | 264 453   | 683 808   | 2 591 050  | 163 532   | 150 831 | 177 948   | —      | 6 610  | 308 041   | 10 253 316 |
| Tercera                                                       | 1 211 036 | 1 517 965 | 490 995   | 831 948   | 450 105   | 536 562   | 4 200 974  | 350 128   | 250 430 | 295 531   | —      | 7 409  | 419 366   | 10 562 449 |
| Cuarta                                                        | 1 772 250 | 1 555 153 | 524 979   | 376 104   | 371 490   | 416 180   | 3 481 348  | 238 497   | 201 610 | 305 315   | 30 928 | 13 217 | 365 215   | 9 652 286  |
| Quinta                                                        | 1 261 796 | 2 365 355 | 477 293   | 543 215   | 262 079   | 459 752   | 3 488 760  | 236 450   | 142 335 | 242 467   | 9 286  | 8 191  | 317 910   | 9 814 889  |
|                                                               |           |           |           |           |           |           |            |           |         |           |        |        |           |            |
| Total                                                         | 8 969 288 | 8 715 899 | 1 792 700 | 2 670 997 | 1 594 828 | 3 449 982 | 16 759 917 | 1 352 544 | 868 515 | 1 217 084 | 44 311 | 41 933 | 1 673 322 | 49 151 320 |
| Fuente: Cómputos distritales del Instituto Nacional Electoral |           |           |           |           |           |           |            |           |         |           |        |        |           |            |